# Viejejaure
Viejejaure är en sjö i Arjeplogs kommun i Lappland och ingår i Umeälvens huvudavrinningsområde. Sjön har en area på 0,187 kvadratkilometer och ligger 516,2 meter över havet. Viejejaure ligger i Laisdalens fjällurskog Natura 2000-område. Sjön avvattnas av vattendraget Viejeströmmen.

## Delavrinningsområde
Viejejaure ingår i det delavrinningsområde (735227-154675) som SMHI kallar för Mynnar i Gautosjön. Medelhöjden är 561 meter över havet och ytan är 10,93 kvadratkilometer. Räknas de 7 avrinningsområdena uppströms in blir den ackumulerade arean 115,71 kvadratkilometer. Viejeströmmen som avvattnar avrinningsområdet har biflödesordning 4, vilket innebär att vattnet flödar genom totalt 4 vattendrag innan det når havet efter 435 kilometer. Avrinningsområdet består mestadels av skog (98 procent). Avrinningsområdet har 0,19 kvadratkilometer vattenytor vilket ger det en sjöprocent på 1,7 procent.